# Danke, Andrej Sacharow
Danke, Andrej Sacharow (Gràcies, Andrei Sàkharov) és un famós mural pintat el 1990 per l'artista rus Dmitri Vrúbel a l'East Side Gallery, una galeria d'art a l'aire lliure situada sobre les restes del Mur de Berlín. Les autoritats de Berlín van demanar a Vrúbel que tornés a pintar la seva obra el 2009, a causa del vandalisme i l'erosió que pateixen els murals a l'aire lliure.
El mural conté un retrat en homenatge a Andrei Sàkharov, un eminent físic nuclear rus dissident del règim soviètic i activista a favor dels drets humans i les llibertats, que va ser guardonat amb el Premi Nobel de la Pau el 1975 i va morir un mes després de la caiguda del mur de Berlín. Sota el retrat de Sàkharov, apareix la llegenda en alemany Danke, Andrej Sacharow, títol de l'obra.